# Wallfahrtskapelle Müllenwirft

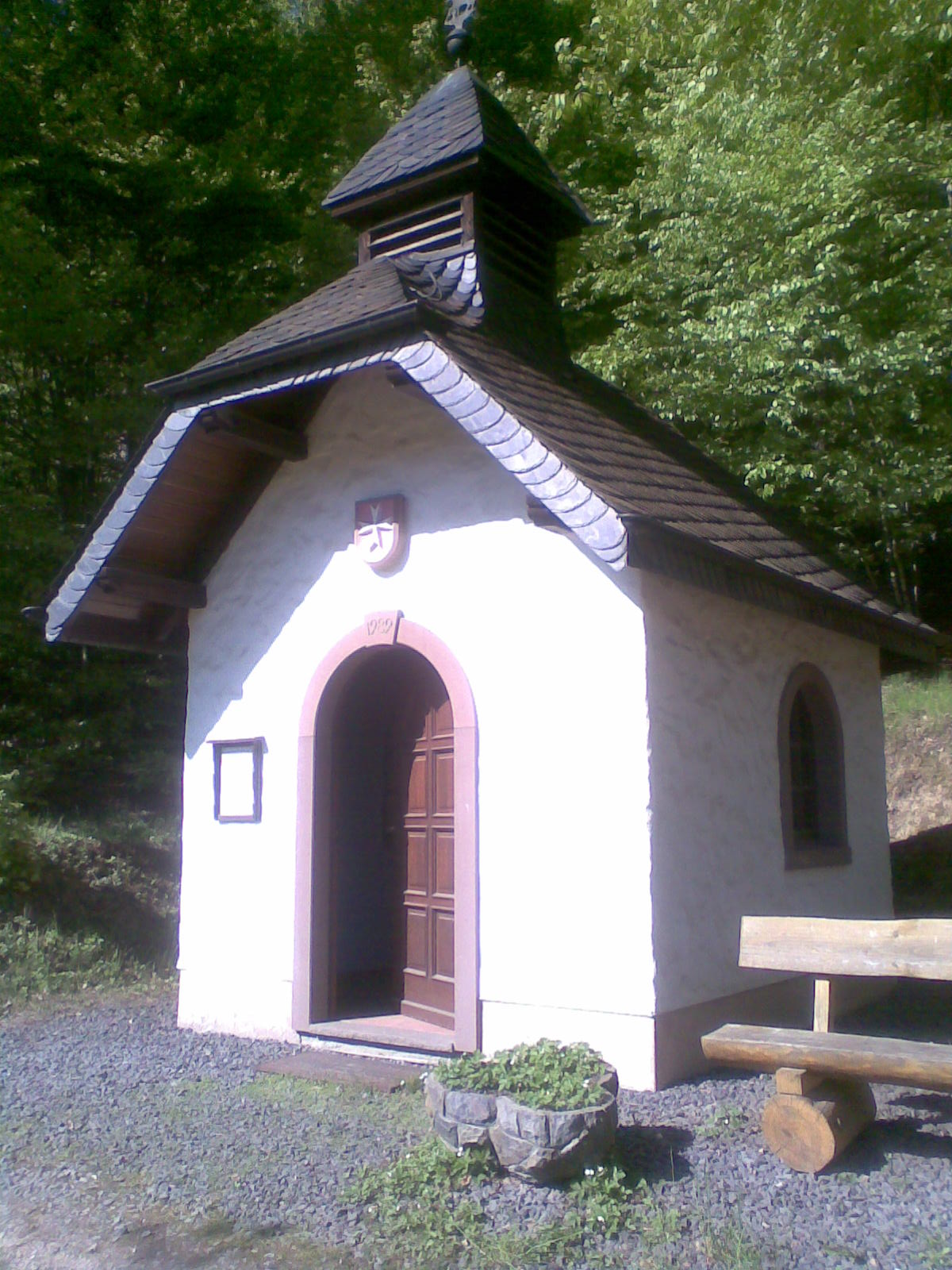
Gedenkstätte Noth Gottes, Müllenwirft

Die Wallfahrtskapelle Müllenwirft (auch „Wallfahrtskapelle zur Noth Gottes“) entstand im 16. Jahrhundert „zu Ehren der Heiligen Dreifaltigkeit, des Leidens Christi und seiner gebenedeiten Mutter sowie zu Ehren des hl. Johannes des Täufers und anderer Heiliger“. Sie stand in den Wiesen des Wirftbachtals zwischen Barweiler-Mühle und der heutigen Landesstraße L 10 (Gemarkung Rodder) und war über Jahrhunderte eine der bekanntesten Wallfahrtsstätten der Hocheifel, was ihr nach letzten Nachweisen (1744) zu einer Ausstattung mit vier Altären, einer Kanzel, vier Beichtstühlen, zahlreichen Bildwerken und Leuchtern nebst Sakristei verhalf. Mit 32 m Länge und 11 m Breite handelte es sich um einen stattlichen Bau.
Die Betreuung erfolgte durch die Johanniterkommende und das Franziskanerkloster in Adenau. Mit deren Auflösung durch die französischen Behörden um 1800 wurde die Kapelle geschlossen. Das Inventar wurde veräußert. Es fanden sich der Gnadenaltar (mit der Beweinung Christi) in St. Wendelinus (Kirmutscheid) wieder, der Marienaltar (mit der Jahreszahl 1685) in Wirft und der Annenaltar in Müsch. Zwei Glocken von 1647 befinden sich in Hoffeld.
Der Gutsbesitzer Servatius aus Barweiler kaufte 1823 die Kapelle für 200 kölnische Taler; der Staat kaufte das Anwesen 1884 auf Abbruch.
Seit 1989 steht nahe der ehemaligen Wallfahrtsstätte am Ostrand des Tales eine Kapelle zum Gedenken an die Wallfahrtskirche.